# Полтавский (Кавказский район)
Полтавский — хутор в Кавказском районе Краснодарского края.
Входит в состав Привольного сельского поселения.

## География

### Улицы
- ул. Западная,
- ул. Полевая.

## Население
| 2002 | 2010 |
| ---- | ---- |
| 140  | ↗142 |